# 山田純大
山田 純大（やまだ じゅんだい、1973年2月14日 - ）は、日本の俳優。ホリプロ・ブッキング・エージェンシー所属。父は杉良太郎(山田勝啓)。

## 来歴・人物
東京都出身。成城学園初等学校、ハワイの中学・高校、ハワイ大学、米国ペパーダイン大学国際関係学部アジア学科を卒業。
ロサンゼルスに住んでいた大学時代にNHKドラマ『大地の子』を見て感銘を受け、俳優となることを決意する。ハワイ大学から転校して米・ペパーダイン大学国際関係学部アジア学科を卒業した後の1997年、NHK連続テレビ小説『あぐり』でヒロインの長男・望月淳之介役を演じて俳優デビュー。その後も、TBS人気時代劇『水戸黄門』（4代目渥美格之進役）、映画『ムルデカ17805』（主演）など、映画・テレビドラマ・舞台で活躍している。
2013年には、ナチス・ドイツの迫害を受けシベリア鉄道でウラジオストクに到着したユダヤ難民たちの希望国への渡航を手助けした小辻節三について研究した著書『命のビザを繋いだ男 — 小辻節三とユダヤ難民』を出版し、ノンフィクション作家としてもデビュー。
私生活では、2001年の『水戸黄門』での共演を機に交際していた元・女優の田京恵と2016年春に結婚。2016年12月19日、第1子女児が誕生。
『あぐり』『貫太ですッ!』の脚本を担当した清水有生とは親交が深い。

## 出演

### 映画
- CUTE（1997年） - 一ノ瀬淳也
- 花のお江戸の釣りバカ日誌（1998年） - 数馬
- ムルデカ17805（2001年） - 主演・島崎中尉
- 夜を賭けて（2002年） - 高山健一
- 新・仁義なき戦い/謀殺（2003年） - 大野厚成
- 極道の妻たち 情炎（2005年） - 西郷組若頭 西郷恭平
- 男たちの大和/YAMATO（2005年） - 唐木正雄海軍二等兵曹
- ガラスの使徒（2005年）
- めおん（2009年）
- おかえり、はやぶさ（2012年） - JAXAプロジェクトチーム
- ラブ×ドック（2018年） - 飛鳥の元カレ
- ファイナルファンタジーXIV 光のお父さん（2019年） - 三原健一郎
- 鬼平犯科帳 血闘（2024年） - 酒井祐助[8]
- TSUSHIMA（2025年公開予定） - 主演・田島圭介[9]

### テレビドラマ
- 連続テレビ小説（NHK総合）
  - あぐり（1997年） - 望月淳之介 役
- 大河ドラマ（NHK総合） 
  - 毛利元就（1997年） - 山中鹿之介 役
  - 江〜姫たちの戦国〜（2011年） - 佐久間盛政 役
  - 西郷どん（2018年） - 平岡円四郎 役
- 愛、ときどき嘘（1998年、日本テレビ） - 渡辺和役
- 月曜ドラマスペシャル→月曜ミステリー劇場→月曜ゴールデン→月曜名作劇場（TBS）
  - 斜光（1998年6月22日） - 松島清詩 役
  - ラストドライブ（2000年5月15日） - 篠原宏一 役
  - 森村誠一サスペンスシリーズ - 三宅勝也 役
    - 森村誠一サスペンス1「灯」（2001年9月17日）
    - 森村誠一サスペンス2「窓」（2003年1月27日）
    - 森村誠一サスペンス3「路」（2003年7月21日）

  - 十津川警部シリーズ44「特急ソニック殺人事件〜十年目の真実〜」（2011年4月11日） - 小笠原欽也 役
  - 駅弁刑事・神保徳之助5（2011年5月2日） - 高林満 役
  - 北海道警察1「巡査の休日」（2011年10月24日） - 堀江昭 役
  - オバベン -京都ふたりの女弁護士-シリーズ - 小金井研四朗 役
    - オバベン1 -京都ふたりの女弁護士-（2013年6月24日）
    - オバベン2 -京都ふたりの女弁護士-（2016年2月29日）

  - 信濃のコロンボ5「「信濃の国」殺人事件」（2017年11月20日） - 安岡和利 役
  - はぐれ署長の殺人急行3「伊豆・修善寺迷宮ダイヤ」（2018年1月22日） - 徳田直樹 役
- 仮面の女（1998年、TBS）
- 緋が走る（1999年、NHK総合） - 一柳乙彦 役
- 髪結い伊三次（1999年、フジテレビ） - 弥八 役
- ロマンス（1999年、日本テレビ） - 金城剛　役
- 貯まる女（2000年、テレビ東京） - 木村健一 役
- 水戸黄門第29部 - 第31部（2001年 - 2003年、TBS / C.A.L） - 渥美格之進 役
- 貫太ですッ!（2003年、東海テレビ） - 主演・伊達貫太 役
- 夢みる葡萄〜本を読む女〜（2003年10月-12月、NHK総合） - 田部末吉 役
- 忠臣蔵〜決断の時（2003年、テレビ東京系） - 不破数右衛門 役
- 竜馬がゆく（2004年、テレビ東京系） - 中岡慎太郎 役
- 剣客商売スペシャル「助太刀」（2004年12月14日、フジテレビ） - 酒井忠兵衛 役
- 松本清張特別企画・黒い画集〜紐（2005年1月9日、テレビ東京） - 原雅志 役
- 天下騒乱〜徳川三代の陰謀（2006年、テレビ東京） - 松平忠輝 役
- 文芸社新春ドラマスペシャル ブレスト〜女子高生、10億円の賭け!（2006年、テレビ朝日） - 高倉健介 役
- 新・いのちの現場から2（2006年、毎日放送・TBS） - 医師 佐藤拓郎 役
- 生物彗星WoO（2006年、NHK総合） - 桐島隆司 役
- 忠臣蔵 瑤泉院の陰謀（2007年、テレビ東京） - 堀部安兵衛 役
- 鬼平犯科帳スペシャル 一本眉（2007年4月6日、フジテレビ） - 与吉 役
- 暖流（2007年、毎日放送・TBS） - 日疋祐三 役
- よろずや平四郎活人剣（2007年、テレビ東京） - 北見十蔵 役
- 輪違屋糸里（2007年、TBS） - 新見錦 役
- 3年B組金八先生第8シリーズ（2007年、TBS） - 矢沢亮 役
  - 3年B組金八先生ファイナル「最後の贈る言葉」（2011年3月27日）
- 徳川風雲録 八代将軍吉宗 （2008年1月2日、テレビ東京） - 徳川宗春 役
- 刺客請負人 第2シリーズ（2008年、テレビ東京） - 岩切伊十郎役
- 新春ワイド時代劇 寧々〜おんな太閤記（2009年、テレビ東京） - 加藤清正 役
- 経済ドキュメンタリードラマ ルビコンの決断（2009年12月、テレビ東京） - 岡田貴彦 役
- 宿命 1969-2010 -ワンス・アポン・ア・タイム・イン・東京-（2010年、朝日放送・テレビ朝日共同制作） - 時任良和 役
- まっつぐ〜鎌倉河岸捕物控〜（2010年、NHK総合） - 寺坂毅一郎 役
- 臨場 続章 第10-11話「最終章・渾身」（2010年6月16日・23日、テレビ朝日）
- おみやさん 第8シリーズ 最終話（2011年6月23日、テレビ朝日） - 神田雄彦 役
- 忠臣蔵〜その義その愛（2012年1月2日、テレビ東京） - 高田郡兵衛 役
- 時代劇専門チャンネルPresents
  - 鬼平外伝 熊五郎の顔（2011年先行BSスカパー!、2012年・時代劇専門チャンネル） - 火盗改同心・井原新十郎 役
  - 鬼平外伝 正月四日の客（2012年先行BSスカパー!、2013年・時代劇専門チャンネル） - 火盗改同心・井原新十郎 役
- 金曜プレステージ（フジテレビ）
  - 外科医 鳩村周五郎9（2012年3月16日） - 池上真一 役
  - 所轄刑事7（2012年7月27日） - 榊原哲郎 役
  - 剣客商売 御老中暗殺（2012年8月24日、フジテレビ） - 弥七 役
  - 医療捜査官 財前一二三4（2013年11月8日） - 福永慶造 役
- BS時代劇（NHK BSP）
  - 陽だまりの樹（2012年） - 磯貝長八郎 役
  - 酔いどれ小籐次（2013年） - 秀次 役
- リーガル・ハイ 第10話（2012年6月19日、フジテレビ） - 宇都宮 役
- 水曜ミステリー9（テレビ東京）
  - 刑事吉永誠一 涙の事件簿9（2012年6月20日） - 玉田隆一 役
    - 「刑事吉永誠一 涙の事件簿10・沈黙の宴」（2012年10月17日）
    - 「刑事吉永誠一 涙の事件簿11・赤い遺産」（2013年4月3日）
    - 「刑事吉永誠一 涙の事件簿12・親しい敵」（2013年10月2日）
    - 「刑事吉永誠一13・湖で拾った女」（2016年1月6日）

  - 刑事の十字架（2014年5月7日） - 沢木 役
  - 奥多摩駐在刑事3（2015年9月16日） - 神木省吾 役
- 警視庁捜査一課9係 season7 第4話（2012年7月25日、テレビ朝日） - 小早川洋介 役
- 相棒（テレビ朝日）
  - season11 第1話「聖域」（2012年10月10日） - 根津誠一 役
  - season16 第6話「ジョーカー」（2017年11月22日） - 早見一彦 役
- 半沢直樹  - 福山啓次郎 役
  - 2013年版　第2部 第8話～最終回（2013年9月8日～9月22日、TBS）
  - 2020年版　第2部 第8話～最終回（2020年9月13日～9月27日、TBS）
- 刑事吉永誠一 涙の事件簿（season1）（2013年10月11日 - 12月13日） - 玉田隆一 役
- 影武者 徳川家康（2014年1月2日、テレビ東京） - 真田幸村 役
- 鬼平外伝 老盗流転（2014年） - 井原新十郎
- ルーズヴェルト・ゲーム（2014年4月 - 6月、TBS） - 大槻真之 役
- TEAM -警視庁特別犯罪捜査本部- 第4話（2014年5月7日、テレビ朝日） - 陣内則文 役
- 新・刑事吉永誠一（season2）（2014年10月17日 - 12月12日） - 玉田隆一 役
- 大江戸捜査網2015〜隠密同心、悪を斬る!（2015年1月2日、テレビ東京） - 蔦屋重三郎 役
- 明日もきっと、おいしいご飯〜銀のスプーン〜（2015年、東海テレビ） - 花山大輔 役
- 土曜ワイド劇場（テレビ朝日）
  - 火災調査官・紅蓮次郎15（2015年6月6日） - 上岡修治 役
- 花咲舞が黙ってない 第2シリーズ 第4話「銀行内でストーカー事件発生!! 隠された真実」（2015年7月29日、日本テレビ） - 春日直道 役
- 表参道高校合唱部!（2015年 7月 - 9月、TBS） - 谷克己 役
- 経世済民の男 第三部『鬼と呼ばれた男〜松永安左エ門』（2015年9月19日、NHK名古屋） - 河村春男 役
- 藤沢周平 新ドラマシリーズ 冬の日（2015年12月6日、時代劇専門チャンネル） - 弥之助 役
- 新春時代劇 信長燃ゆ（2016年1月2日、テレビ東京） - 徳川家康 役
- 吉原裏同心〜新春吉原の大火〜（2016年1月3日、NHK総合） - 平助 役
- ドラマスペシャル 巨悪は眠らせない 特捜検事の逆襲（2016年10月5日、テレビ東京） - 比嘉雄介 役
- 黒い十人の女（2016年9月29日 - 12月1日、読売テレビ・日本テレビ） - 火山 役[10]
- 石川五右衛門（2016年10月14日 - 12月2日、テレビ東京） - 三上の百助 役
- 人間の証明2017年版（2017年4月2日、テレビ朝日） - 山路刑事 役
- 東京センチメンタル（2018年） - 高木博 役
- 警視庁・捜査一課長 season3 第6話「100メートル25秒…逃げ足の遅い女!? 殺意の社員マラソン!!」（2018年5月17日、テレビ朝日） - 森川直政 役
- 金曜プレミアム 「船越英一郎殺人事件」（2018年） - 山田純大（本人役）
- 刑事7人 （テレビ朝日）
  - SEASON4 最終話「嘘つき女現る!! 20世紀最後の未解決事件」（2018年9月12日） - 藤堂明 役
  - SEASON8 第6話「新人刑事に自白強要疑惑が!? 部下を守れ！ 片桐孤高なる独自捜査!!」（2022年8月17日） - 正木哲也 役
  - SEASON9（2023年） - 正木哲也 役
- 部活、好きじゃなきゃダメですか?（2018年） - 医師 役
- 記憶捜査〜新宿東署事件ファイル〜 第5話「寄席に逆立ち死体!? 深夜2時59分の血痕…“奇妙な形“の凶器」（2019年2月15日、テレビ東京） - 岡部吉郎 役
- 報道スクープ映像 昭和・平成の衝撃事件!大追跡SP ドキュメンタリードラマ「疑惑の真相」（2019年3月31日、フジテレビ） - ミッチ加藤 役
- テレビ朝日開局60周年記念 5夜連続ドラマスペシャル・山崎豊子 白い巨塔（2019年5月22日 - 26日、テレビ朝日） - 鍋島貫治 役
- 大富豪同心 第5回「地獄の沙汰も金次第!」（2019年6月7日、NHK BSP） - 爛堂 役
- W県警の悲劇 第3話「溺れる女」（2019年8月10日、BSテレ東） - 上原佑司 役
- 警視庁ゼロ係〜生活安全課なんでも相談室〜 SEASON4（テレビ東京） - 小暮幸男 役
  - 第7話（2019年8月30日）
  - 最終話（2019年9月6日）
- 赤ひげ2 第7回「育ての親」（2019年12月13日、NHK BSP） - 沖石主殿 役
- 柳生一族の陰謀（2020年4月11日、NHK BSP） - 松平信綱 役
- 月曜プレミア8 十津川警部の事件簿（2020年5月25日、テレビ東京） - 早坂達也 役
- ゲキカラドウ 第9話（2021年3月4日、テレビ東京） - タナカ 役
- TOKYO MER 走る緊急救命室 第３話（2021年７月18日、TBS） - 特殊部隊SIT隊長・新井将兵 役
- TOKYO VICE 第3話 - 第6話（2022年4月 - 、HBO Max・WOWOW） - 松尾 役
- インビジブル 第7話（2022年5月27日、TBS） - 神岡城二 役[11]
- 善人長屋（2022年7月8日 - 8月26日、NHK BSP・BS4K） - 安太郎 役[12][13]
- ホリデイ〜江戸の休日〜（2023年1月6日、テレビ東京） - 鷺坂半兵衛 役[14]
- 今野敏サスペンス 機捜235×強行犯係 樋口顕 第3話（2023年2月10日、テレビ東京） - 丸山修二 役
- さすらい署長 風間昭平 スペシャル 富士山河口湖殺人事件（2023年4月24日、テレビ東京） - 安藤光 役[15]
- ラストマン-全盲の捜査官- 第6話（2023年5月28日、TBS） - 新井将兵 役[16]
- 旅人検視官 道場修作「庄内・湯野浜温泉殺人事件」（2023年12月17日、BS日テレ） - 柴崎義男 役[17]
- 鬼平犯科帳（時代劇専門チャンネル） - 酒井祐助 役
  - 鬼平犯科帳 本所・桜屋敷（2024年1月8日）[8]
  - 鬼平犯科帳 でくの十蔵（2024年6月8日）[8][18]
  - 鬼平犯科帳 血頭の丹兵衛（2024年7月6日）[8][18]
  - 鬼平犯科帳 老盗の夢（2025年2月8日）[19]
- Believe-君にかける橋- 第2話・第3話（2024年5月2日・5月9日、テレビ朝日） - 矢島信夫 役
- 看守の流儀（2025年6月21日、テレビ朝日） - 小田倉孜 役[20]

### バラエティ
- 土曜スペシャル『この秋の日本一を探せ!! 駅弁達人とめぐるローカル線の旅』」（テレビ東京）
- いい旅・夢気分（テレビ東京）

他多数

### 舞台
- 『新版拝領妻始末』主演：笹原与五郎役、新歌舞伎座(大阪なんば)2009年6月最終公演、杉良太郎との初の親子共演、ほか多数
- 妻をめとらば〜晶子と鉄幹〜 - 平野萬里役（2007年）
- グリーンフィンガーズ　Raw役（2009年）
- 舞台版 嫌われる勇気（2024年）[21]

## 著書
- 命のビザを繋いだ男—小辻節三とユダヤ難民（NHK出版、2013年）ISBN 978-4-14-081599-1